# جائزة إسبانيا الكبرى 1977
جائزة إسبانيا الكبرى 1977 هو سباق فورمولا 1 أقيم بتاريخ 8 مايو 1977 في إسبانيا. كان الخامس من أصل 17 في بطولة العالم لسباقات الفورمولا واحد موسم 1977. حلّ الأمريكي ماريو أندريتي أولا بينما جاء الأرجنتيني كارلوس ريوتيمان في المركز الثاني وحصل على المركز الثالث الجنوب أفريقي جودي شيكتر.